# De Luysen
De Luysen is een landbouw- en natuurgebied in Beek en (een smalle strook) in Bocholt. Het strekt zich uit op de zuidelijke oever van de Abeek. De gebiedsnaam stamt uit de middeleeuwen en verwijst naar het toentertijd overvloedige liesgras.
Het westelijke gedeelte, rond de Voorste Luysmolen, is grotendeels drooggevallen sinds de Oude Beek of Eeck een aansluiting kreeg op de Lossing (±1870). Men vindt er voornamelijk weiland en bossen. Ten oosten ervan liggen de Kleine en Grote Luysvijver. Ze werden gegraven voor een voormalig recreatiedomein met kampeerterrein (1970–1990). Aan de grens met Molenbeersel liggen ondiepe plassen en de voormalige boerderij Mariahof, gebouwd in 1904 op de zuidrand van deze plassen.
In 1996 werd het recreatiedomein aangekocht door Natuurpunt. De gebouwen werden gesloopt en de vijvers aangepast. Het gedeelte rond het Mariahof werd in 2005 overgenomen door het huidige Agentschap voor Natuur en Bos. Beide zones behoren tot het beheersgebied Sint-Maartensheide – de Luysen, een deelgebied van het Grenspark Kempen~Broek. Er zijn wandelingen uitgezet en bezoekers kunnen gebruikmaken van twee kijkhutten.
De Luysen is een paradijs voor watervogels. Onder andere de snor, roerdomp, houtsnip en watersnip broeden er. Qua insecten komen er tientallen soorten libellen voor. Ook de zeldzame grote oeverspin is er waargenomen. Er gedijen drie zeldzame vlinders: de kleine parelmoervlinder, grote weerschijnvlinder en kleine ijsvogelvlinder.

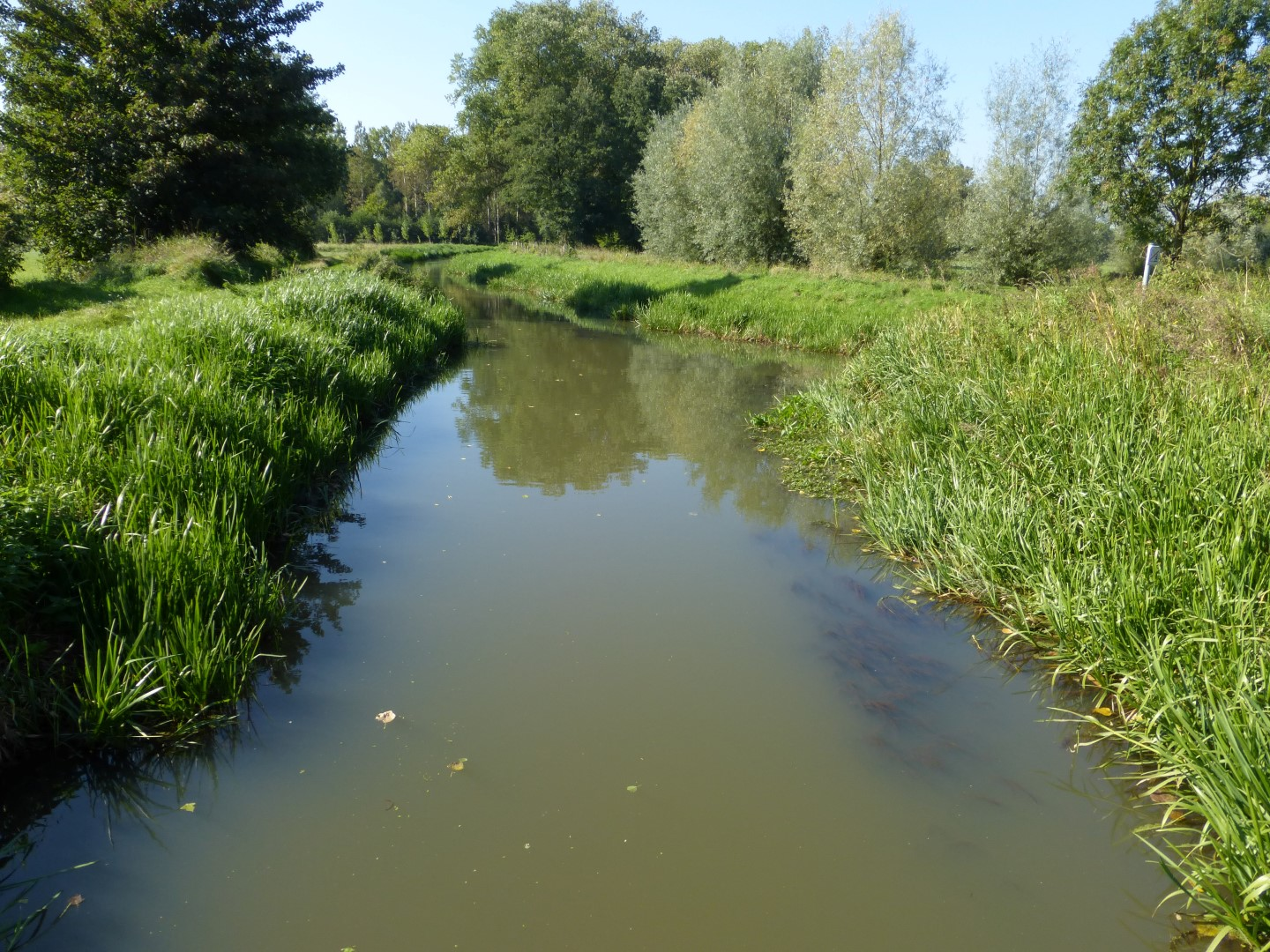
De Abeek ter hoogte van de Voorste Luysmolen
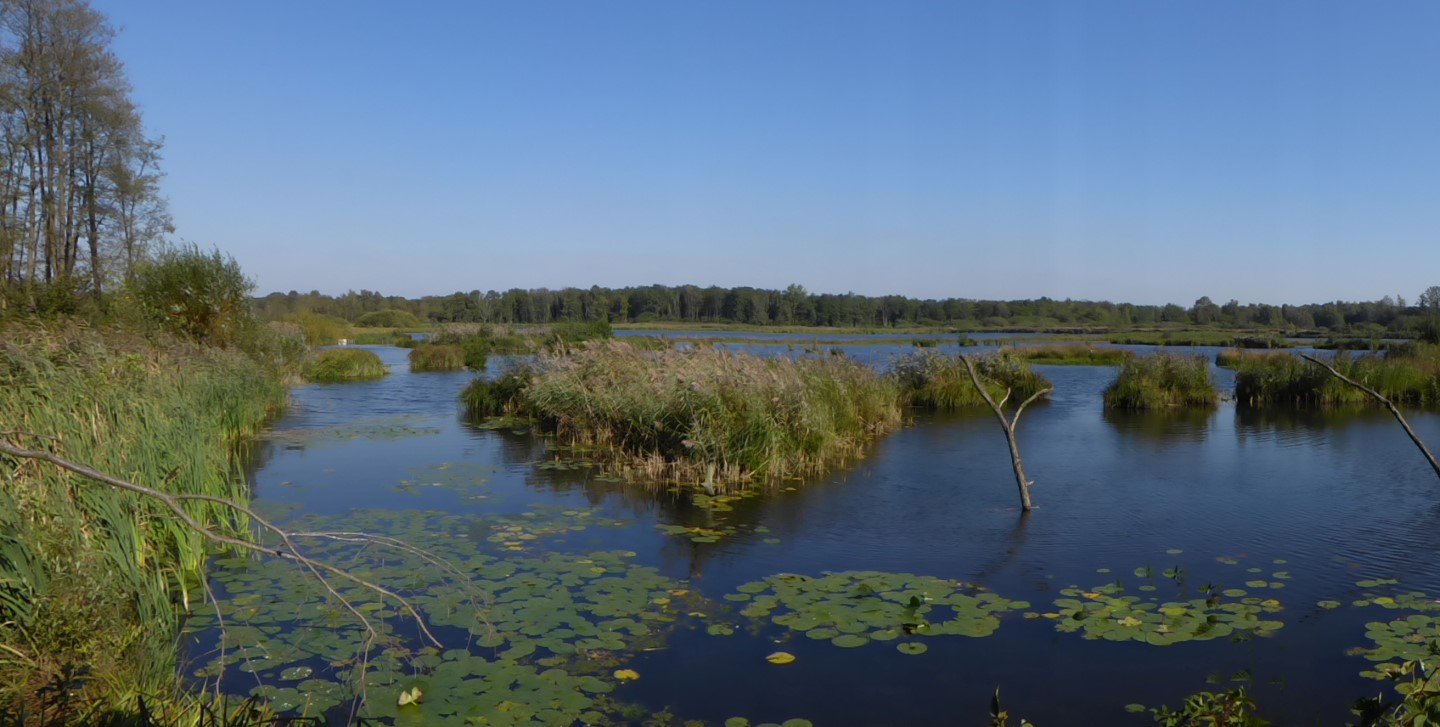
Een van de vijvers
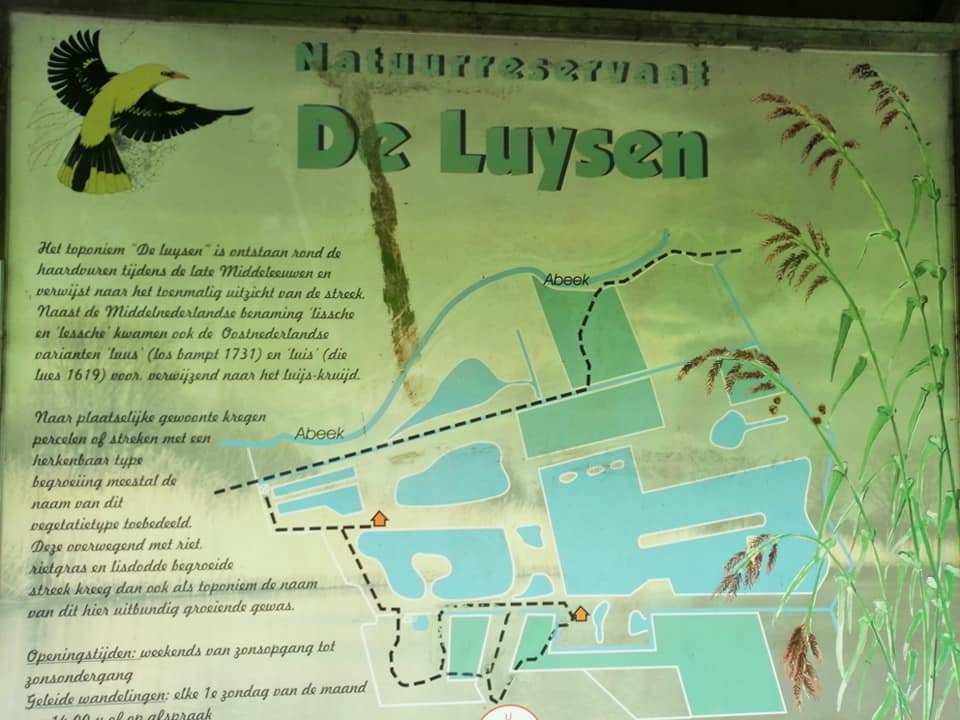
Plattegrond van de Kleine en Grote Luysvijver
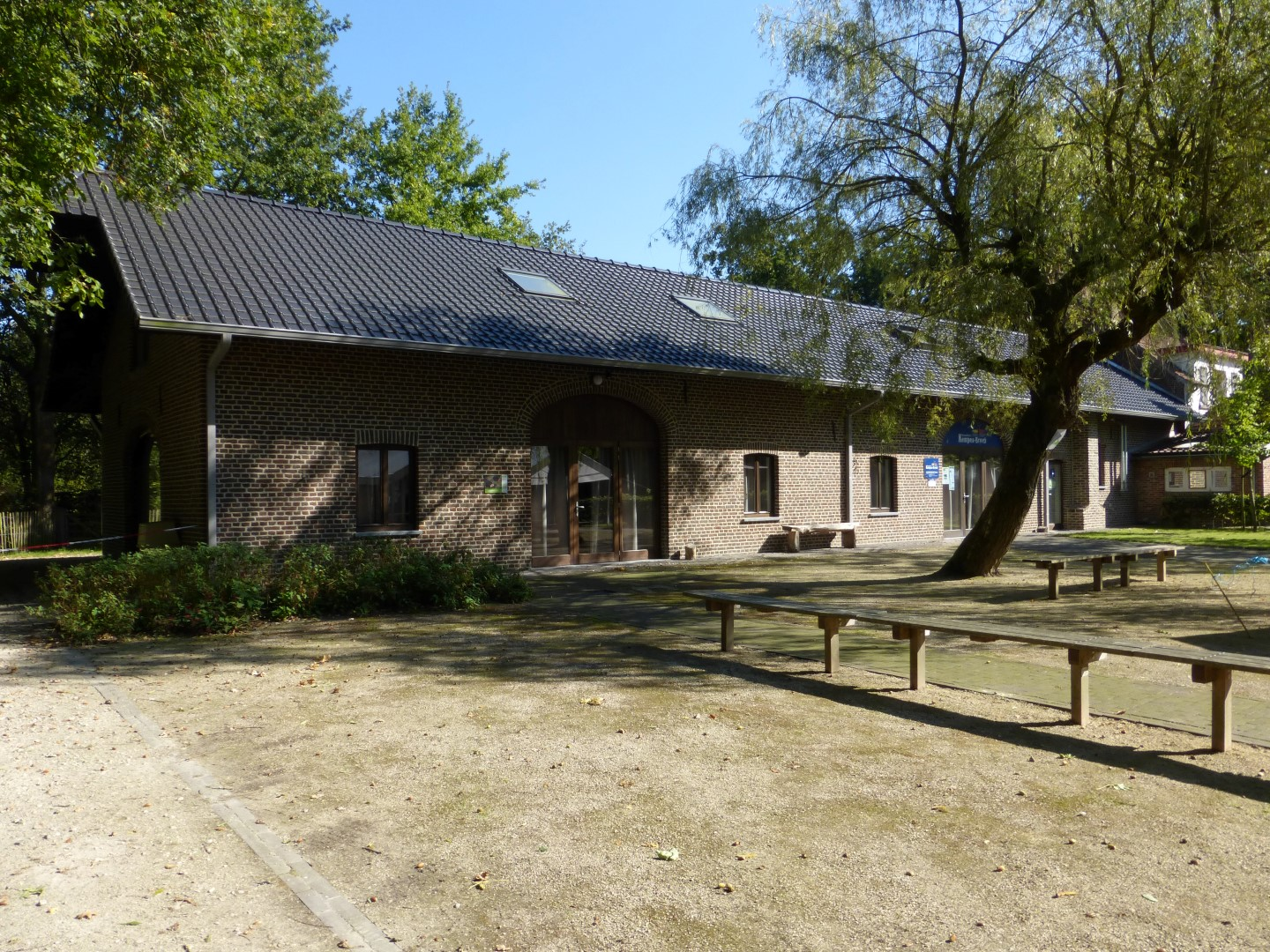
Het Mariahof

## Externe bron
- Natuurpunt
- Kempen-Broek

Hugterheide · Weerterbos · Weerter- en Budelerbergen · IJzeren Man · Kruispeel · Laurabossen · Kettingdijk · De Krang · Tungelerwallen · Stramprooierbroek · Wijffelterbroek · Lozerheide · Sint-Maartensheide · De Luysen · Smeetshof · Grootbroek · 't Hasselterbroek · Zig en Goort · Itterdal · Tösch-Langeren